# Женсайм
Женсайм (фр. Gingsheim [ɡiŋsajm]) — упразднённая коммуна на северо-востоке Франции в регионе Эльзас — Шампань — Арденны — Лотарингия, департамент Нижний Рейн, округ Саверн, кантон Буксвиллер. До марта 2015 года коммуна административно входила в состав упразднённого кантона Ошфельден (округ Страсбур-Кампань). Упразднена с 1 января 2016 года и объединена с коммунами Вингерсайм, Миттелозен и Оатсенайм в новую коммуну Вингерсайм-ле-Катр-Бан.
Площадь коммуны — 3,71 км², население — 317 человек (2006) с тенденцией к росту: 334 человека (2013), плотность населения — 90,0 чел/км².

## Население
Население коммуны в 2011 году составляло 319 человек, в 2012 году — 319 человек, а в 2013-м — 334 человека.
| 1962 | 1968 | 1975 | 1982 | 1990 | 1999 | 2006 | 2008 | 2011 | 2012 | 2013 |
| ---- | ---- | ---- | ---- | ---- | ---- | ---- | ---- | ---- | ---- | ---- |
| 231  | 244  | 237  | 282  | 268  | 310  | 317  | 318  | 319  | 319  | 334  |

Динамика населения:

## Экономика
В 2010 году из 212 человек трудоспособного возраста (от 15 до 64 лет) 158 были экономически активными, 54 — неактивными (показатель активности 74,5 %, в 1999 году — 73,9 %). Из 158 активных трудоспособных жителей работали 148 человек (83 мужчины и 65 женщин), 10 числились безработными (четверо мужчин и 6 женщин). Среди 54 трудоспособных неактивных граждан 15 были учениками либо студентами, 24 — пенсионерами, а ещё 15 — были неактивны в силу других причин.